# Municipality of Woollahra
Municipality of Woollahra är en kommun i Australien. Den ligger i delstaten New South Wales, i den sydöstra delen av landet, nära delstatshuvudstaden Sydney. Antalet invånare var 54 240 vid folkräkningen 2016. Arean är 12,0 kvadratkilometer.
Följande samhällen finns i Woollahra:
- Paddington
- Bellevue Hill
- Woollahra
- Darling Point
- Point Piper
- Watsons Bay